# Lanthanosuchidae
Die Lanthanosuchidae sind eine ausgestorbene Gruppe der Landwirbeltiere (Tetrapoda) aus dem russischen Oberperm. Sie gehören zur Gruppe der Parareptilien. Die Fossilien von mehreren Gattungen sind in etwa 268 bis 255 Millionen Jahre alten Sedimentgesteinen gefunden worden. Der sowjetische Paläontologe Iwan Antonowitsch Jefremow (Ivan Antonovich Efremov) stellte das Taxon 1946 
auf.

## Beschreibung
Das kennzeichnende Merkmal der Lanthanosuchiden ist ihr breiter, extrem flacher Schädel. Dies galt als Anpassung an eine aquatische Lebensweise, spätere Untersuchungen stellen diese Deutung infrage. Vielleicht ernährten sich die Tiere von Insekten und Larven und schoben ihren abgeflachte Schädel zur Nahrungssuche in der Streu des Waldbodens unter Laub und anderes Material. Der Schädel bot in seinem Inneren keinen Platz für eine Kiefermuskulatur, darum lagen die Muskeln außerhalb und waren durch eine Schädelöffnung hinter der knöchernen Augenhöhle mit dem Kiefer verbunden.

## Systematik
Die systematische Position der Lanthanosuchidae im phylogenetischen Stammbaum der Landwirbeltiere war lange in der Diskussion. In der Vergangenheit galten sie als Angehörige der Seymouriamorpha, vermutlich wegen des Schädels, der bei den Lanthanosuchidae durch ausgeprägte Hautverknöcherungen aus Graten und Gruben skulpturiert war. Diese dienten wahrscheinlich zur Verstärkung des Schädeldachs. Auch eine Zugehörigkeit zu den Diadectomorpha wurde vorgeschlagen. Heute gelten sie als der ausgestorbenen Amnioten-Gruppe Parareptilia zugehörig, die man früher auch als Stammgruppe der Schildkröten in Betracht zog. Nach neueren Untersuchungen sind die Lanthanosuchiden eng verwandt mit dem frühen Parareptil Acleistorhinus. 

Die starke Skuplturierung des Schädels war keine spezifischen Merkmal (Autapomorphie) der Lanthanosuchiden, sie war bei den frühen Anapsiden und Seymouriamorphen weit verbreitet. Ein seitliches Schläfenfenster kam zumindest auch bei einigen Taxa der frühen Anapsiden vor.

## Gattungen der Lanthanosuchidae
- Chalcosaurus
- Lanthaniscus
- Lanthanosuchus[3]